# Bernd Ulrich

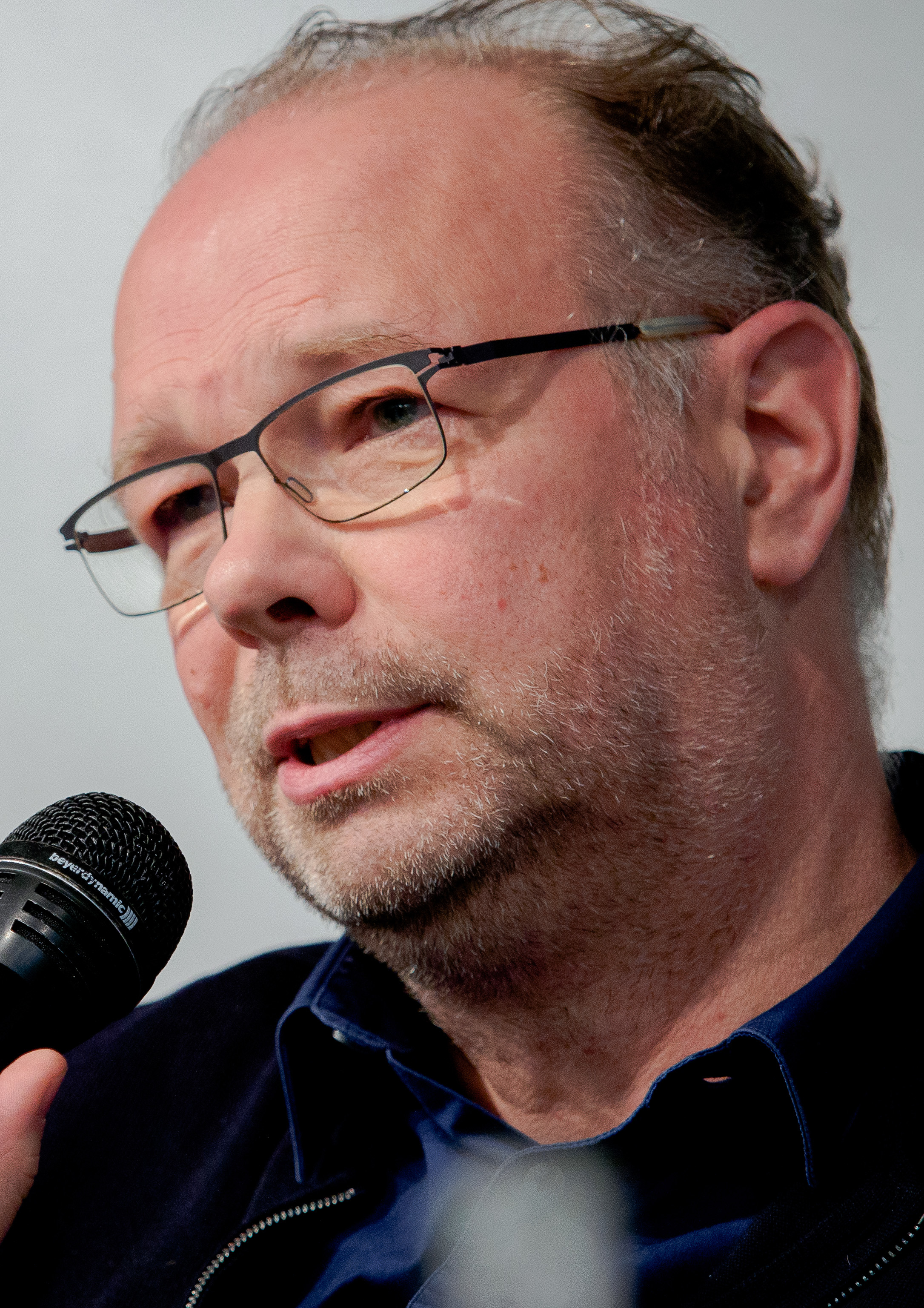
Bernd Ulrich, 2015

Bernd Ulrich (* 17. Oktober 1960 in Essen) ist ein deutscher Journalist. Er war von 2003 bis 2023 stellvertretender Chefredakteur der Wochenzeitung Die Zeit. Zuvor arbeitete er unter anderem für die Bundestagsfraktion der Grünen als Büroleiter.

## Leben und Werdegang
Bernd Ulrich ist Sohn einer Schildermalerin und eines Landschaftsgärtners. Nach dem Abitur am Essener Carl-Humann-Gymnasium verweigerte er den Kriegsdienst und betätigte sich in der Friedensbewegung der 1980er Jahre. Ulrich studierte Politikwissenschaft und Philosophie in Marburg sowie Neue deutsche Literatur und Soziologie an der Universität Essen. Er schloss sein Studium als M.A. und Diplom-Politologe ab. Von 1984 bis 1988 schrieb Ulrich Artikel für die Zeitschrift Graswurzelrevolution. Von 1988 bis 1990 war er Büroleiter beim Vorstand der Bundestagsfraktion der GRÜNEN.
Er arbeitete ab 1991 zunächst als freier Journalist unter anderem für die Frankfurter Rundschau, Die Tageszeitung und die FAZ. Von 1993 bis 1996 war er Parlamentskorrespondent der Wochenpost, ab 1997 arbeitete er für den Berliner Tagesspiegel, zuletzt als Leitender Redakteur. Am 1. April 2003 wurde er Leiter des Hauptstadtbüros der Zeit und gleichzeitig stellvertretender Chefredakteur. Vom 1. August 2007 bis zum 30. Juni 2019 war er Leiter des Politikressorts. Zum Jahreswechsel 2023/2024 verließ er die Chefredaktion der Zeit und ist dort seither Redakteur für besondere Aufgaben.
Für seinen Essay Wer sind wir heute? über das Bild der Deutschen im Ausland erhielt Ulrich den Henri-Nannen-Preis des Jahres 2013.
Ulrich ernährt sich seit 2017 vegan. Im Gesprächsbuch mit Luisa Neubauer bekannte Ulrich, er habe zwischen den Jahren 2000 und 2015 „für eine ganze Weile irgendwie den ökologischen Faden verloren“ und den eigenen sozialen Aufstieg „mit ziemlich viel Konsum ausstaffiert“. Er erwähnte diesbezüglich Auto, Kleidung, Fleischkonsum und Flugreisen. Danach habe „eine Art Renaissance“ seiner frühen persönlichen Ökologie eingesetzt, in der er diesbezüglich achtsamer geworden sei.

## Publikationen

### Sagt uns die Wahrheit! Was die Politiker verschweigen und warum (2015)
Ausgangspunkt waren Ulrichs Beobachtungen aus vielen Hintergrundgesprächen, dass Politiker vieles ungesagt lassen oder nicht thematisieren wollen. Das „neue Lebensgefühl der Politiker“ sei von Umsturz, Unübersichtlichkeit und Bedrohung gekennzeichnet. Krisen seien zur Normalität geworden und ließen sich nicht mehr verdrängen oder beschönigen. Der „Strategie des Beschweigens“ der Politiker, der Versuch ihre eigene Verunsicherung für sich zu behalten, um die Bevölkerung nicht aus ihrer Wohlstandsruhe aufzuschrecken, sei zum Scheitern verurteilt. Die multipolare und anarchistische Medienlandschaft mit ihrer Schwarmintelligenz verhindere zudem die frühere „paternalistische“ Orientierung der Öffentlichkeit. Angesichts dieser Situation plädierte Ulrich für eine neue Kultur der Offenheit und eines furchtlosen Dialogs mit der Bevölkerung auf Augenhöhe.
Ulrich vermutete ein „journalistisches Eingebettetsein“ von Journalisten in eine „amerikanische Denkart der Außenpolitik“ durch die Mitwirkung in amerikanischen Thinktanks als Grund für an angebliche „Einseitigkeit und Gleichförmigkeit der Leitmedien“.
„Durch dieses journalistische Eingebettetsein hat die außenpolitische Debatte hierzulande zuweilen einen merkwürdigen amerikanischen Akzent, oft gewinnt man beim Lesen den Eindruck, als würde einem in Leitartikeln etwas beigebogen, als gäbe es Argumente hinter den Argumenten, fast glaubt man, eine Souffleur-Stimme zu hören. Das spüren auch jene, die von der Atlantik-Brücke gar nichts wissen, und das macht sie misstrauisch. Insofern sind auch die Journalisten in der Bringschuld, wenn es um einen neuen realistischen und ehrlichen Diskurs in der Außenpolitik geht und darum, Leservertrauen zurückzugewinnen: Sie müssen sich aus diesen Institutionen verabschieden.“

### Noch haben wir die Wahl – Ein Gespräch über Freiheit, Ökologie und den Konflikt der Generationen – mit Luisa Neubauer (2021)
Im Kapitel zur Rolle der Medien speziell in der Klimakrise stimmte Ulrich der Sicht Neubauers, die eine diesbezüglich unzureichende Berichterstattung beklagte, im Kern zu. Er bot dafür auch Erklärungen und Thesen an. Deutsche Medien, anders als zum Teil in den USA, hätten den Ansätzen der Klimawandelleugnung mangels Bedeutung hierzulande wenig Platz eingeräumt. Ulrich wies darauf hin, dass das „vielleicht größte Ereignis der Menschheitsgeschichte, die Klimakrise, kein Ereignis ist, sondern ein Prozess“, erdgeschichtlich rasant verlaufend, für das menschliche Auge jedoch „extrem langsam“. Menschen hätten aber eine Gier nach starken Ereignissen; das gehöre zum Kern des Politischen. Die Klimakrise ins Zentrum zu hieven sei eine gewaltige Aufgabe. „Daran haben auch viele Journalist:innen jahrzehntelang gearbeitet.“ Ökologische Themen seien vom Publikum aber kaum nachgefragt worden. „Die Befürchtung, dass Ökologie Kassengift sein könnte, hielt sich faktenbasierend recht lange.“ (S. 62–66)
Bei seinen älteren Berufskollegen käme noch „etwas Tieferes“ hinzu, indem man es als vordringlichste Aufgabe oder Ideal angesehen habe, „die großen Schrecken des 20. Jahrhunderts nicht wieder zu erleben.“ Unter diesem Blickwinkel seien etwa der Nahostkonflikt, das Verhältnis zu den USA, die Geopolitik und die freie Marktwirtschaft besonders relevant. „Jetzt kommt mit der Klimakrise auf einmal eine neue Grammatik, die überhaupt nicht zu der des 20. Jahrhunderts passt und die uns ganz etwas anderes abverlangt.“ Das sei im Aufwand nicht vergleichbar etwa mit einer kurzen Einarbeitung in die Gesundheitspolitik – zwar auch kompliziert, aber den bekannten Logiken unterliegend. (S. 66 f.) Das letztlich größte Problem des Journalismus mit der Ökologie- und Klimakrise ist für Ulrich die Wiederholung. Die ersten Berichte über die Verlangsamung des Golfstroms habe er vor gut zwei Jahrzehnten gelesen; aber das passiere nur allmählich. Für den Journalismus, der auch eine Unterhaltungsbranche sei, bestehe folglich ein Problem und eine herausfordernde Aufgabe darin, das ökologische Thema im Wochen- oder Tagesrhythmus interessant zu halten (S. 73).

## Rezeption
Über Wofür Deutschland Krieg führen darf. Und muss: Eine Streitschrift schrieb Andreas Fanizadeh im Oktober 2011 für Die Tageszeitung: „Doch vor allem die westliche Friedensbewegung vertrat einen prinzipiellen Pazifismus, da sie eine aktive deutsche Militärpolitik mit einer Wiederkehr des deutschen Faschismus gleichsetzte. Zeit-Redakteur Bernd Ulrich versucht nun in (...) Wofür Deutschland Krieg führen darf. Und muss diese bis heute wirkenden Debatten zu skizzieren.“
Dieter Rulff rezensierte in der FAZ die Fischer-Biografie von Bernd Ulrich und Matthias Geis und schrieb, diese Biografie werde Fischer besser gerecht als die vorangegangenen. Die beiden Autoren hätten die „Konstruktionsweise“ dieses Kunstwerks auf „kluge“ und „reiche“ Art beleuchtet. Nico Fried hob in seiner Rezension in der SZ die analytische Klarheit hervor, mit der Geis und Ulrich die Entwicklungslinien von Fischers erstaunlicher Karriere nachzeichneten.
Eine Rezensentin seines Buchs Alles wird anders. Das Zeitalter der Ökologie (2019) schrieb der Süddeutschen Zeitung, dieses sei „eher eine Anregung zur Gesellschafts- und Selbstreflexion als eine Sammlung konkreter Erkenntnisse“.
Sein mit der Klimaaktivistin Luisa Neubauer vor der Bundestagswahl 2021 veröffentlichtes Buch Noch haben wir die Wahl – Ein Gespräch über Freiheit, Ökologie und den Konflikt der Generationen wurde vereinzelt kritisiert. Jan Fleischhauer schrieb im Focus: „Dass Journalisten den Drang verspüren, sich der guten Sache zu verschreiben, kennt man. Dass ein leitender Redakteur der ‚Zeit‘ im Wahlkampf mit einer von ihm favorisierten Lobbyistin über die ideelle auch eine wirtschaftliche Verwertungsgemeinschaft begründet, darf man als Neuerung sehen.“

## Auszeichnungen
- 2013: Henri-Nannen-Preis in der Kategorie „Essay“
- 2015: Theodor-Wolff-Preis in der Kategorie „Meinung/Leitartikel/Kommentar/Glosse“[18]
- 2021: Deutscher Reporter:innenpreis in der Kategorie „Bester Essay“

## Veröffentlichungen (Auswahl)
- mit Hedwig Richter: Demokratie und Revolution. Wege aus der selbstverschuldeten ökologischen Unmündigkeit. Köln: Kiepenheuer & Witsch, 2024.
- mit Ursel Sieber: Der quotierte Mann. Zwischenlösungen im Geschlechterkampf. Rotbuch Verlag, Berlin 1990, ISBN 3-88022-027-1.
- „Kriegszitterer“. Mobilmachung der Seelen. Eine kurze Geschichte der deutschen Militärpsychiatrie. In: Die Zeit. 1997.
- Deutsch, aber glücklich. Eine neue Politik in Zeiten der Knappheit. Alexander Fest Verlag, Berlin 1997, ISBN 3-8286-0010-7.
- mit Matthias Geis: Der Unvollendete. Das Leben des Joschka Fischer. Alexander Fest Verlag, Berlin 2002, ISBN 3-8286-0175-8.
- Wofür Deutschland Krieg führen darf. Und muss. Eine Streitschrift. Rowohlt Berlin, Berlin 2011, ISBN 3-498-06890-3.
- Sagt uns die Wahrheit! Was die Politiker verschweigen und warum. Kiepenheuer & Witsch, Köln 2015, ISBN 978-3-462-04857-5.
- Guten Morgen, Abendland – Der Westen am Beginn einer neuen Epoche. Ein Weckruf. Kiepenheuer & Witsch, Köln 2017, ISBN 978-3-462-05049-3.
- Alles wird anders. Das Zeitalter der Ökologie. Kiepenheuer & Witsch, Köln 2019, ISBN 978-3-462-05365-4.
- mit Luisa Neubauer: Noch haben wir die Wahl – Ein Gespräch über Freiheit, Ökologie und den Konflikt der Generationen. Tropen Verlag, Stuttgart 2021, ISBN 978-3-608-50520-7.